# Tose
Tose Co., Ltd. (株式会社トーセ?, Kabushiki-gaisha Tōse) è una azienda che sviluppa e produce videogiochi con sede a Kyoto in Giappone. È principalmente conosciuta per aver sviluppato la serie di videogiochi pubblicata dalla Nintendo Game & Watch Gallery, oltre che altri titoli della Nintendo. La Tose ha sviluppato oltre 1.000 videogiochi sin dal suo arrivo sul mercato nel 1979, benché non venga quasi mai citata nei crediti degli stessi giochi (un'eccezione a questa regola è rappresentata da Game & Watch Gallery 4 e dalla serie The Legendary Starfy, dato che in questi casi la Tose divide i copyright con la Nintendo).
"Siamo sempre dietro le quinte," ha detto Masa Agarida, vicepresidente della divisione statunitense della Tose. "La nostra politica è di non avere una visione. Invece, noi seguiamo le visioni dei nostri clienti. Il più delle volte ci rifiutiamo di mettere il nostro nome sui giochi, neanche i nomi del personale". Per questi motivi la Tose si è guadagnata la reputazione di essere una azienda di sviluppo "ninja".

## Lista videogiochi sviluppati

### Nintendo
- Volleyball Twin, 1992
- Bazooka Blitzkrieg, 1992
- Densetsu no Stafy, 2002 (solo in Giappone)
- Virtua Quest, sviluppato con AM2, un action/RPG, pubblicato nel 2005.